# Mil Mi-14
Mil Mi-14 (v kódu NATO „Haze“, „opar“) je sovětský protiponorkový a záchranný vrtulník pro letadlové lodě a vojenské námořnictvo. Vznikal z vrtulníku Mil Mi-8 již koncem šedesátých let, první vzlet se uskutečnil až roku 1973 (jiné zdroje uvádějí i roky 1967/68/69). Do výzbroje sovětského vojenského námořnictva se dostal roku 1975 a od roku 1978 byl vyvážen do tehdejších spřátelených zemí SSSR.
Sériová výroba typu skončila v roce 1986. Dle informací z roku 2015 společnost Russian Helicopters plánuje obnovení výroby modernizované verze Mi-14.

## Verze vrtulníku
- Mi-14 PL - základní verze určená k boji proti ponorkám. Vybavení stroje zahrnuje vyhledávací radiolokátor, ponorný sonar, na zádi umístění detektor magnetických anomálií a akustické bóje. Výzbroj je nesena ve dvou pumovnicích uvnitř trupu a je tvořena dvěma samonaváděcími torpédy[zdroj?], hlubinnými pumami a pravděpodobně i námořními minami.
- Mi-14 BT - verze modifikovaná k vyhledávání a zneškodňování určitých typů min.
- Mi-14 PS - verze určená k vyhledávání a zachraňování trosečníků. Je vybavena odhoditelnými kontejnery s nafukovacími vory, elektrickým navijákem se speciálním košem pro vyzvedávání až tří osob současně a dalším vybavením.
- Mi-14 ELIMINATOR - V Polsku byl jeden stroj verze Mi-14 PL přestavěn na protipožární verzi.

## Specifikace (Mi-14PL)

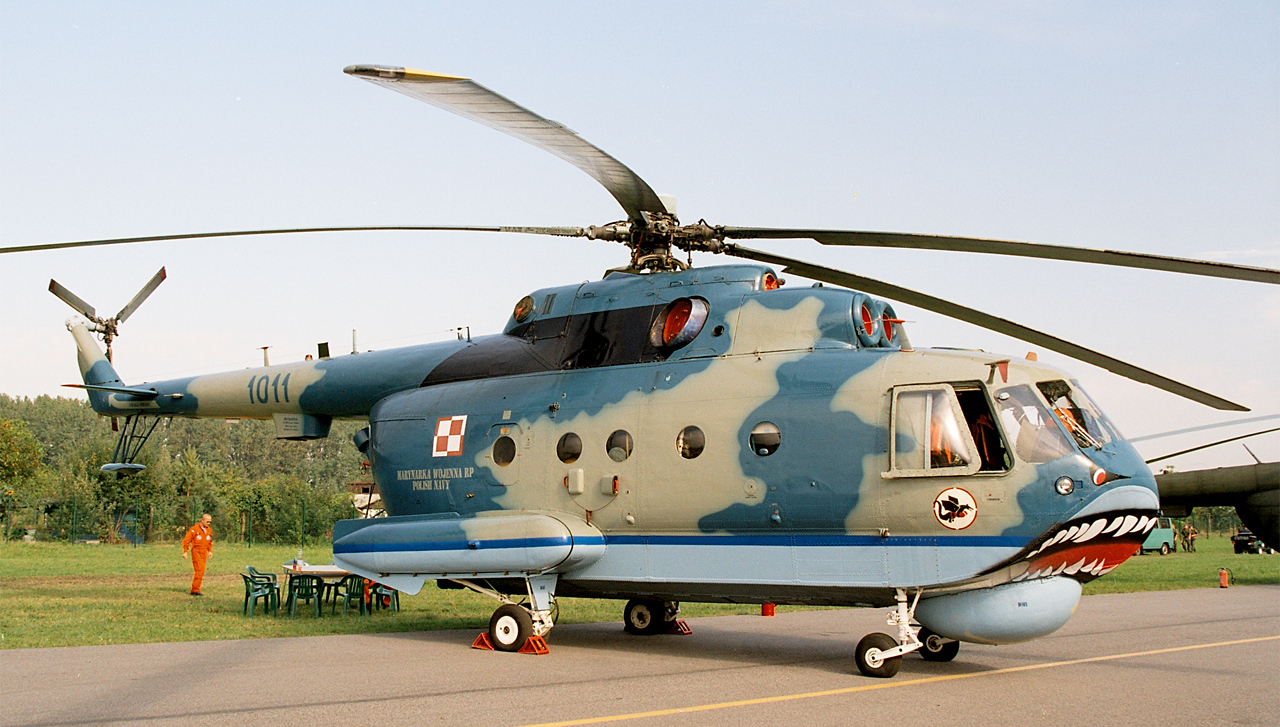
Mi-14 polského námořnictva v roce 2005.

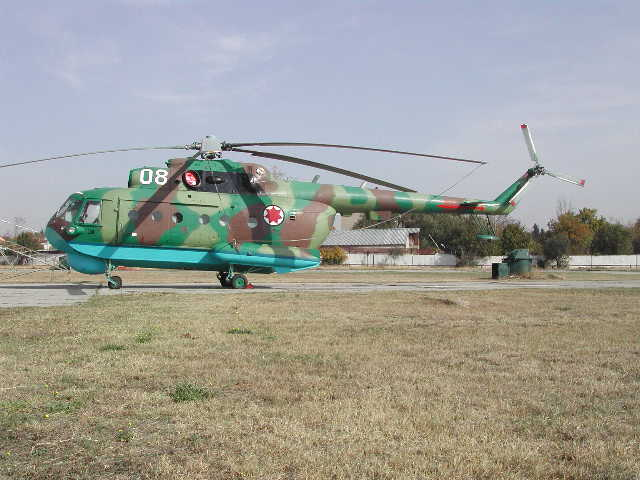
Gruzínský Mi-14.

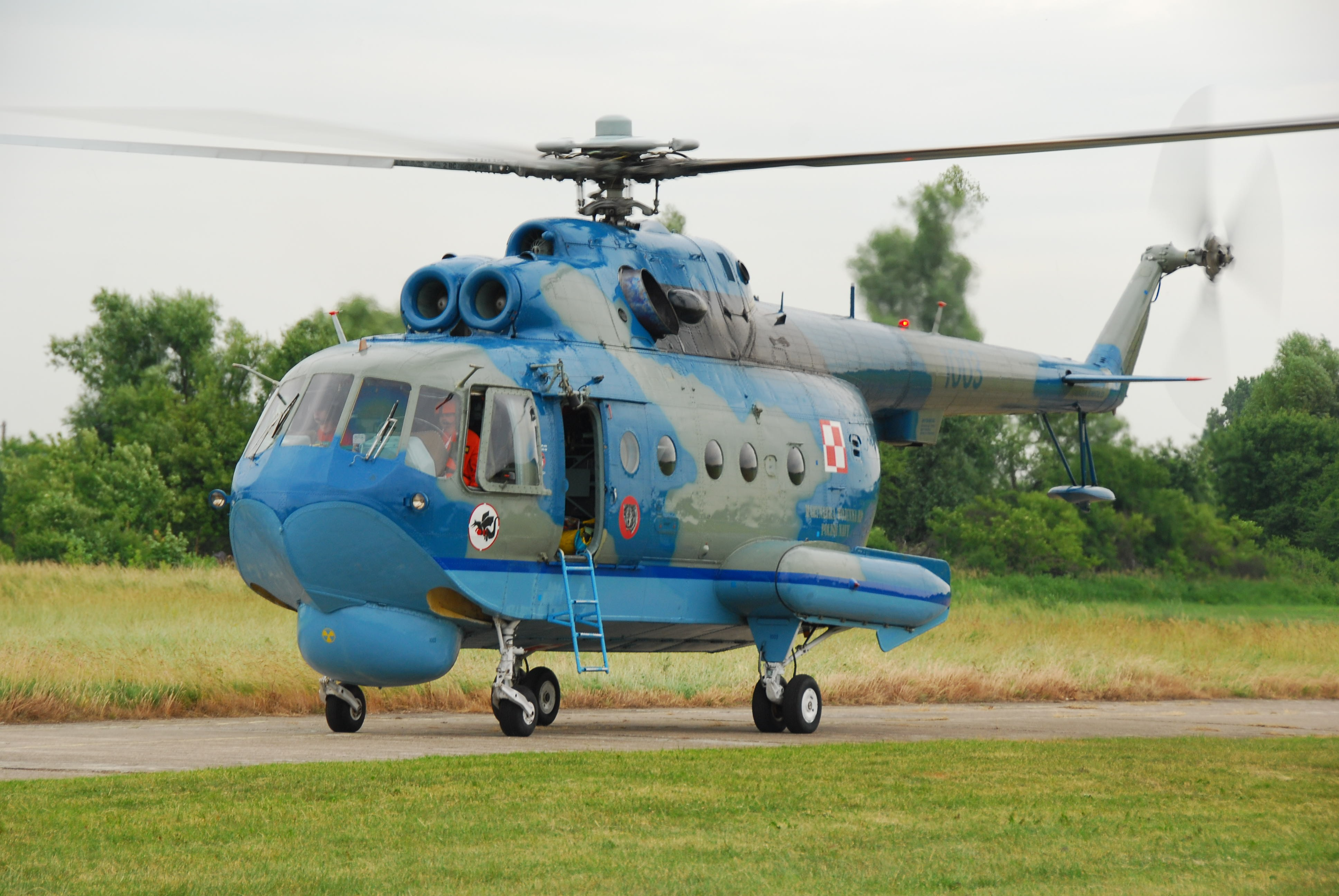
Mi-14PL polského námořnictva (2011).

### Technické údaje
- Posádka: 4
- Průměr rotoru: 21,29 m
- Délka: 18,38 m
- Výška: 6,93 m
- Plocha rotoru: 356 m²
- Prázdná hmotnost: 11 750 kg
- Maximální vzletová hmotnost: 14 000 kg
- Pohonná jednotka: 2× turbohřídelový motor Klimov TV3-117MT, každý o výkonu 1 454 kW

### Výkony
- Maximální rychlost: 230 km/h
- Praktický dostup: 3 500 m
- Dolet: 450 km
- Přeletový dolet: 1 135 km
- Vytrvalost s max. paliva: 5 h 56 min

### Výzbroj
- Torpéda, pumy, hlubinné pumy